# اعشی
 أعشی قیس  فرزند قیس (... - ۷ هـ = ... - ۶۲۸ م).
، نام کامل وی: ( میمون بن قیس بن جندل بن شراحیل بن عوف بن سعد بن ضُبیعة بن ثعلبة بن بکر بن وائل ) . از قبیلهٔ بکر بن وائل. کنیتش «أبی بصیر»، همچنین دارای چند القاب بود مانند: «الأعشی الکبیر»، «أعشی بکر بن وائل»، «صنّاجة العرب» . سبب تسمیت وی به «الأعشی» از آنجاست که او در شب چشمانش کم سو ونابینا می‌شد، نامش «الأعشی» گذاشته بودند، و در لغة عرب «الأعشی» به کسی که در شب دارای دیدن ندارد، ونابینا در شب می‌شود گفته می‌شود.
عمری طولانی آورد، اسلام را درک کرد أما ایمان نیاورد و مسلمان نشد. در آخر عمرش کاملاً نابینا شد. تولدش و وفاتش در روستای منفوحه در «الیمامة»، خانه أش و قبرش در همان‌جا واقع شده‌است. وی از شاعران طبقهٔ یکم دوران جاهلی بود. حضوری وافر در بارگاه‌های ملوک عرب و عجم داشته بود، لذا در بعضی از اشعارش کلماتی فارسی نیز دیده می‌شود. «أبو الفرج الأصفهانی» در کتاب خود (الأغانی)، و «التبریزی» می‌گویند که  أعشی بن قیس  یکی از أعلام ومشاهیر فحول شعراء دوران جاهلیت عرب بوده‌است.
- این چند بیت از مطلعهٔ معلقهٔ مشهور «الأعشی» که به معلقهٔ (ودِّع هریرةَ إنَّ الرکبَ مرتحلُ) معروف است:

## مطلع معلقه
| ودِّع هریرةَ إنَّ الرکبَ مرتحلُ     |  | وهل تطیقُ وداعاً أیُّها الرجلُ    |
| غرّاءُ فرعاءُ مصقولٌ عوارضها     |  | تمشی الهوینا کما یمشی الوجیُ  |
| کأنَّ مشیتها من بیتِ جارتها     |  | مرُّ السحابةِ لاریثٌ ولا عجلٌ     |
| لیست کمن یکرهُ الجیرانُ طلعتها |  | ولا تراها لسرِّ الجارِ تختتلُ    |
| تکادُ تصرعها لولا تشدُّدها      |  | إذا تقومُ إلی جاراتها الکسلُ   |
| إذا تقومُ یضوعُ المسکُ أصورةً    |  | والزنبقُ الوردُ من أردانها شملُ |
| ما روضةٌ من ریاضِ الحزنِ معشبةٌ  |  | خضراءُ جادَ علیها مسیلٌ هطلُ     |
| یضاحکُ الشمسَ منها کوکبٌ شرقٌ    |  | مؤزَّرٌ بعمیمِ النبتِ مکتهلُ       |
| یوماً بأطیبَ منها نشرَ رائحةٍ    |  | ولا بأحسنَ منها إذ دنا الأُصُلُ  |
| قالت هریرةُ لمّا جئتُ زائرها    |  | ویلی علیکَ وویلی منکَ یا رجلُ   |
| إمّا ترینا حفاةً لا نعالَ لنا   |  | إنّا کذلکَ ما نحفی وننتعلُ      |
| وبلدةً مثلِ ظهرِ الترسِ موحشةٍ    |  | للجنِّ باللیلِ فی حافاتها زجلُ   |
| جاوزنها بطلیحٍ جسرةٍ سرحٍ       |  | فی مرفقیها إذا استعضتها فتَلُ  |
| بل هل تری عارضاً قد بتُّ أرمقهُ  |  | کأنما البرقُ فی حافاتهِ شعلُ    |
| لهُ ردافٌ وجوزٌ مفأَمٌ عملٌ        |  | منطَّقٌ بسجالِ الماءِ متصلُ        |

## ترجمه آثار أعشی
بعضی از قصائد طولانیِ وی توسط مستشرق آلمانی «گایر» ترجمه شده که شامل قصیدهٔ «معلقه» است و با شرحی کامل در کتابی به نام «المعلقات العشر» به چاپ رسیده است.